# 経ヶ岳 (長野県)

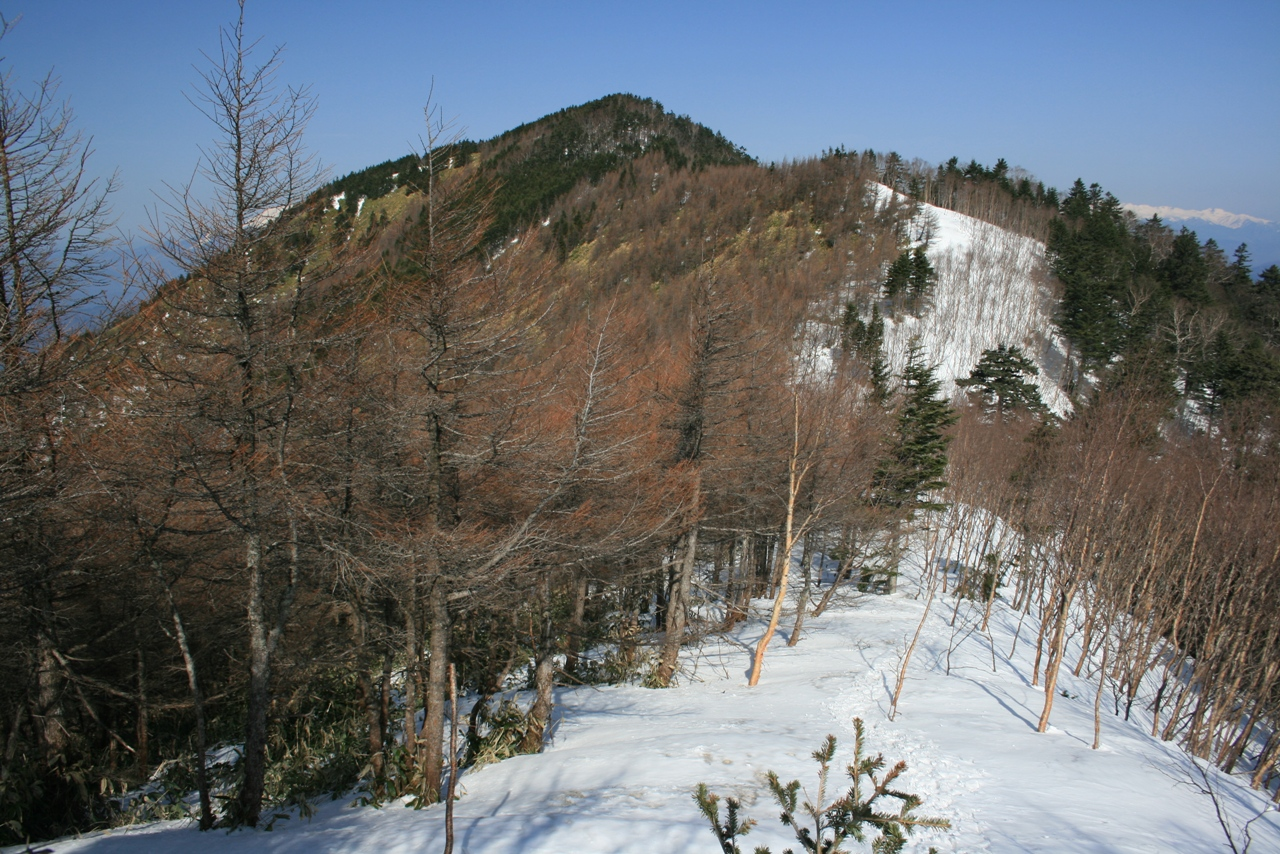
東稜線上部から望む経ヶ岳

経ヶ岳（きょうがたけ）は、木曽山脈（中央アルプス）の北端にある標高2,296mの山である。山頂には石仏や石塔が祀られている。“経”のつく山では日本最高峰。日本二百名山。

## 概要
木曽山脈が南の権兵衛峠（標高1,523m）の鞍部で分断され、独立峰のような山容をしている。山頂には2等三角点があり、背の高いシラビソなどの針葉樹林に覆われている。登山道の上部の南面には、クマザサが多くカラマツの植林地となっている場所が多い。山麓の伊那市には、羽広自然遊歩道と経ヶ岳自然植物園がある。
山名の由来
非常に古く『羽広山仲仙寺縁起』に「弘仁七年(815年)開山慈覚大師(円仁)霊夢により信濃に下向大神護に霊木を得て十一面観音の尊像を刻みその木片に如法経を書写し経塚に納めてよりこの山を経ヶ岳といふ」
別名「泣面山」と云いこの山に掛かる日が暮れると突如として真っ暗になり、子供達が恐ろしさのあまり泣きながら家に帰ると戒めの別名がある。

## 登山道
伊那市の仲仙寺から登るルートがよく利用されている。途中には山小屋や水場はない。4合目で南箕輪村の林道大泉線の大泉所ダムからのルートが合流する。5合目周辺は、カラマツの植林地となっている。7合目から9合目の稜線上からは視界が開け、八ヶ岳、南アルプス、伊那谷、木曽駒ヶ岳、御嶽山などの好展望が得られる。山頂からの展望は全くない。毎年5月に、南箕輪村立南箕輪中学校の競歩大会が行われている。
2019年（令和元年）6月 - 11月の期間をかけて、長年使われていなかった権兵衛峠からのルートが有志により復活、仲仙寺からのルートより距離が短く、標高差も少ないこともありこのルートを使って山頂を目指す登山者が増えている。
また、横川渓谷から黒沢谷沿いに登るルートがあるが、上部はクマザサ に覆われた不明瞭な登山道で利用者は少ない。

## ギャラリー

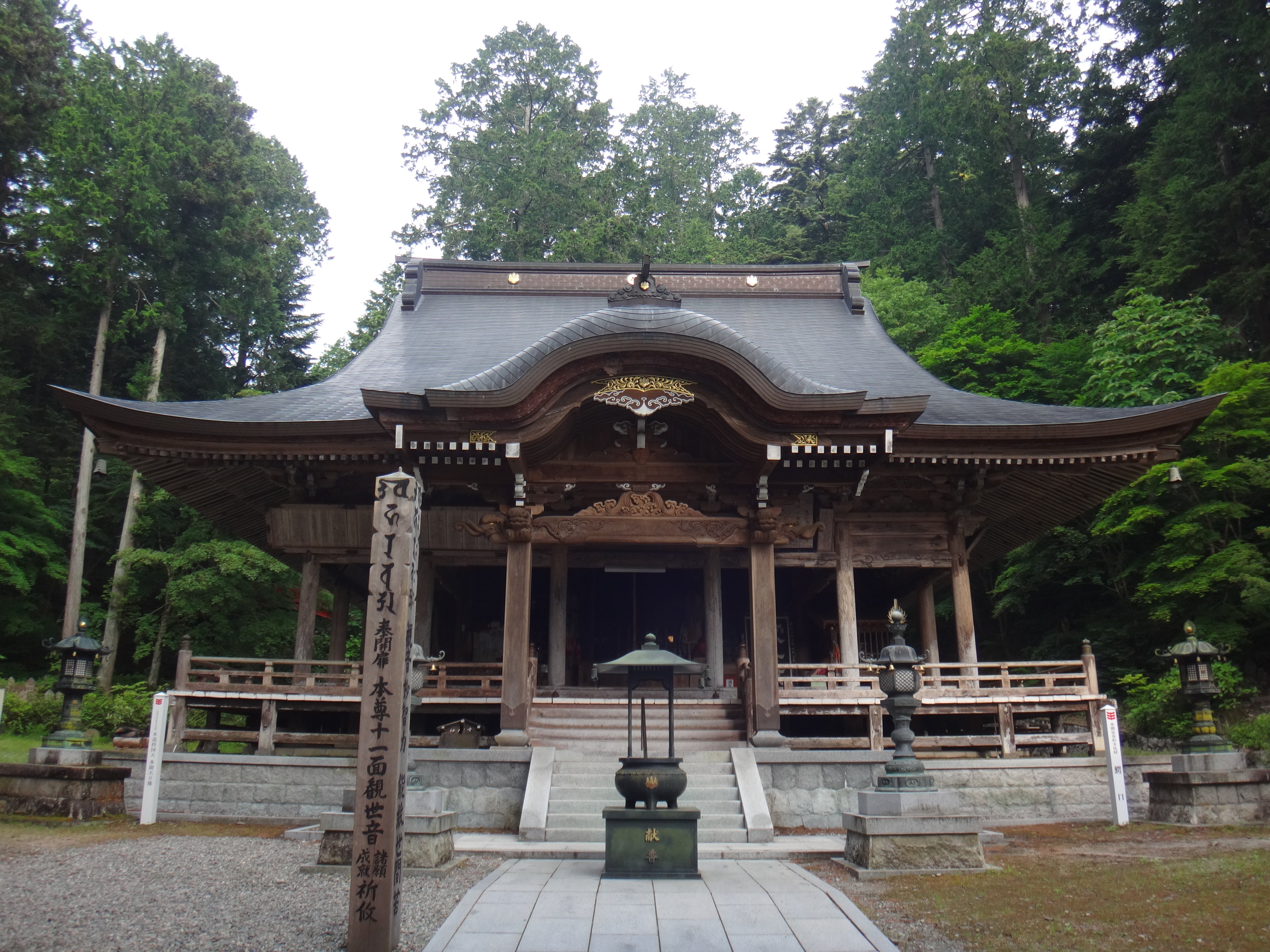
登山口の仲仙寺
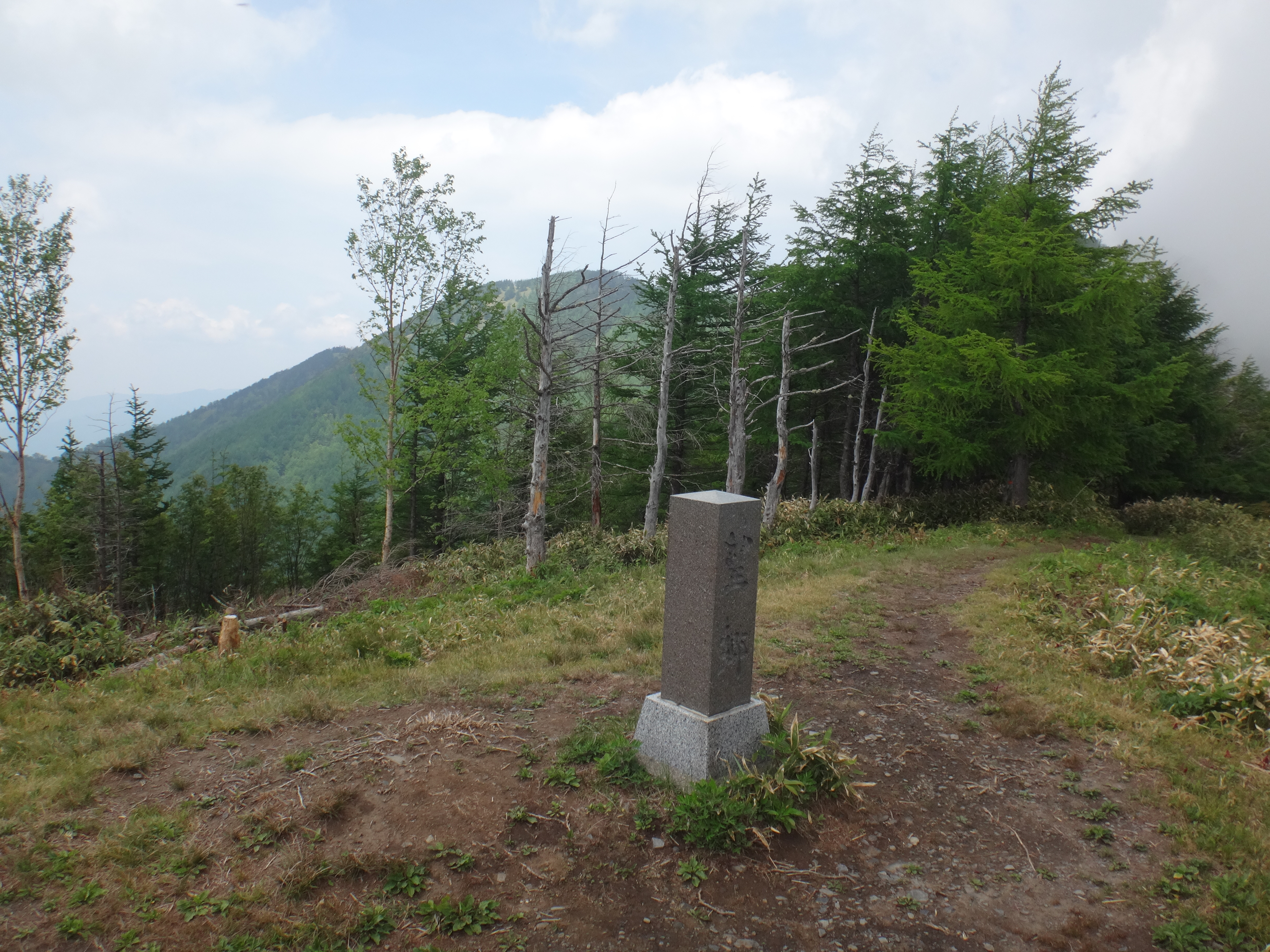
八合目から山頂を望む
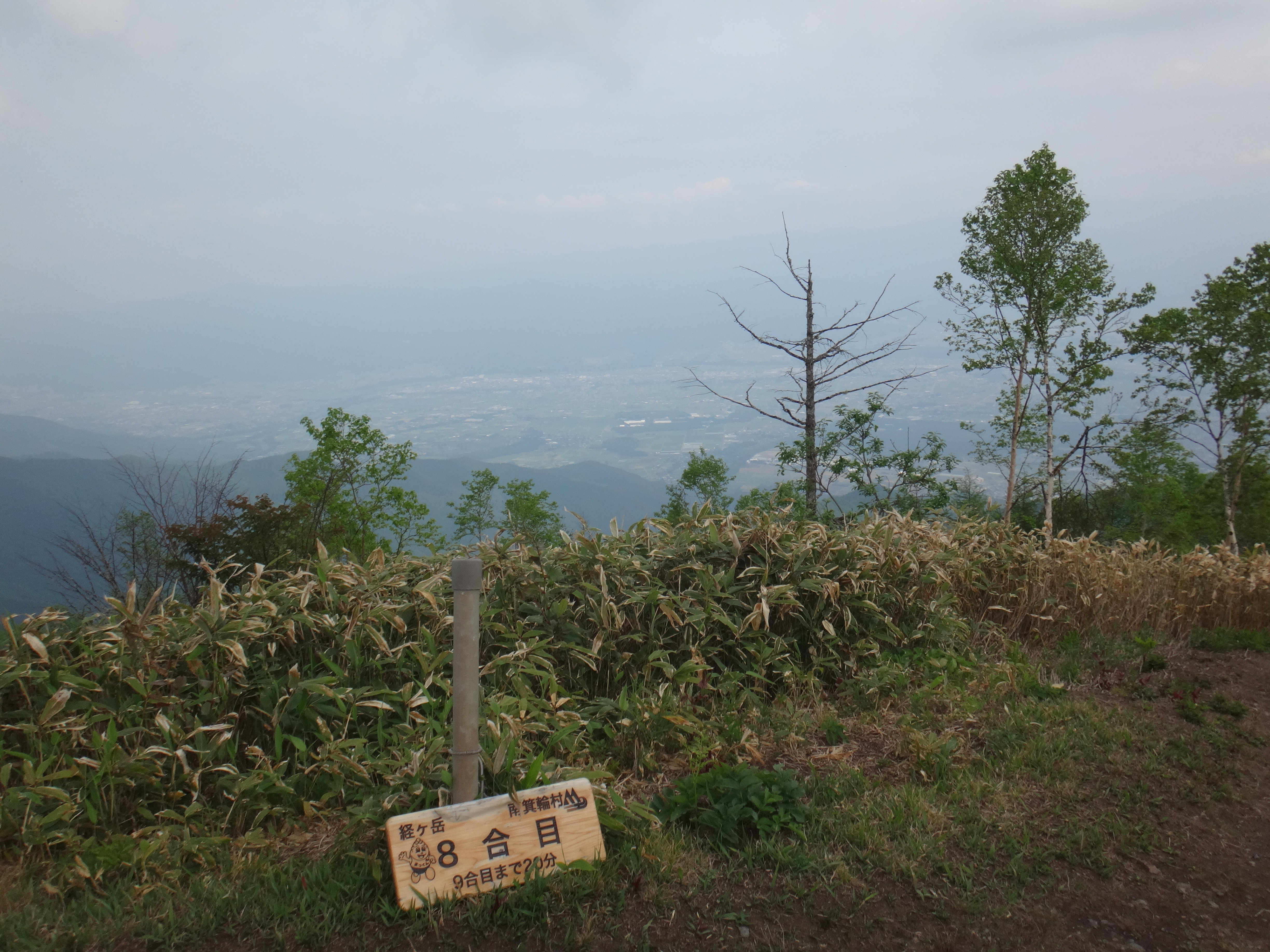
八合目から伊那市を望む
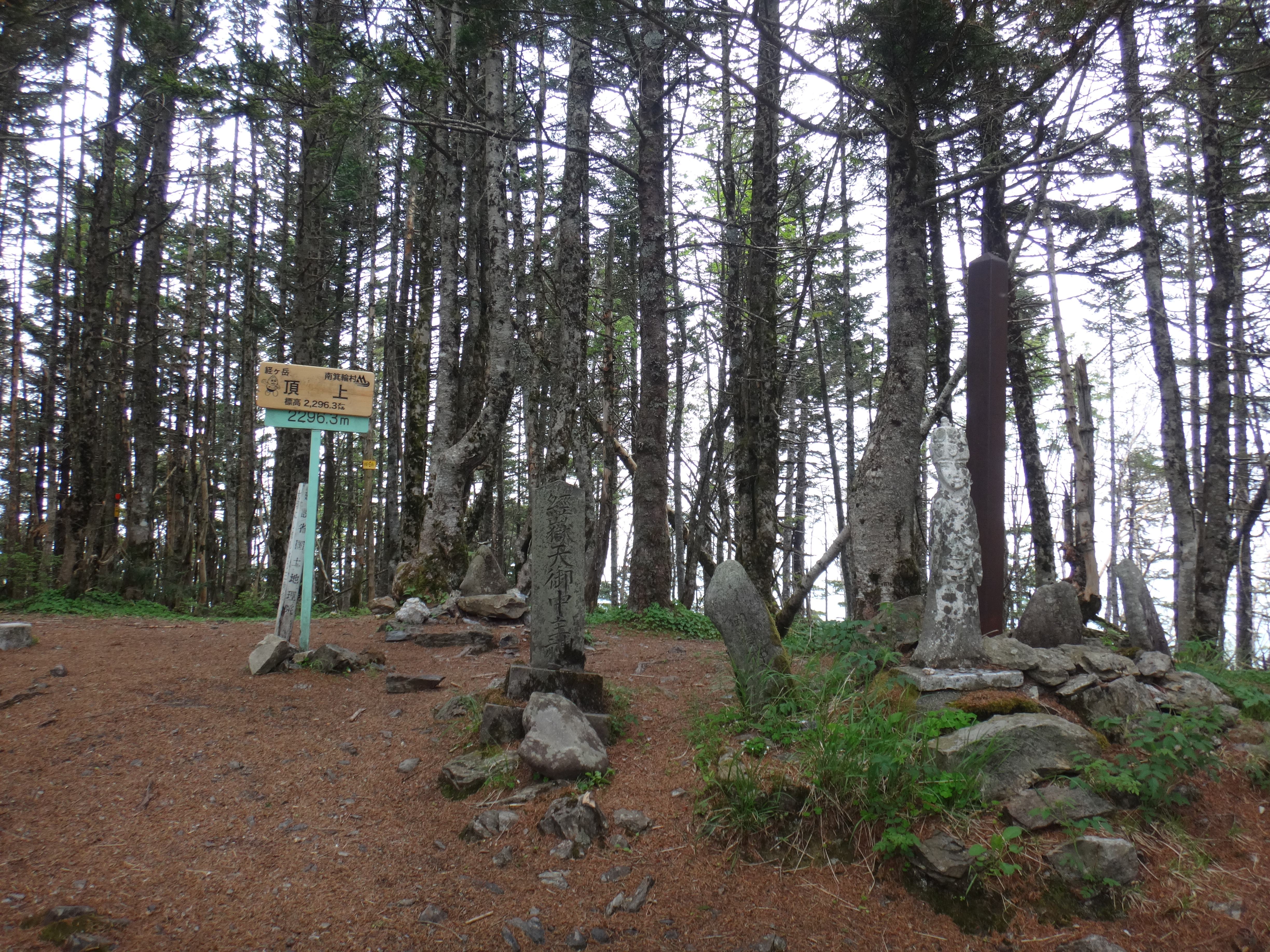
経ヶ岳山頂は展望がない

## イベント
2015年より、経ヶ岳バーティカルリミットが行われている。LONG（ロング）21km、SHORT（ショート）12kmのタイムを競う。

## 周辺の山
- 黒沢山
- 坊主岳
- 木曽駒ヶ岳

木曽山脈（中央アルプス）の主な山は、木曽山脈を参照。

## 源流の河川
- 横川川、大泉川、小沢川（天竜川の支流）
- 奈良井川（信濃川の支流）

## 関連図書
- 『三省堂 日本山名事典』三省堂、ISBN 978-4-385-15404-6
- 『日本の山1000』山と溪谷社、ISBN 4-635-09025-6
- 『新日本山岳誌』ナカニシヤ出版、ISBN  4-7795-0000-1
- 『ヤマケイ　アルペンガイド　中央アルプス　御嶽山・白山』山と溪谷社、ISBN 4-635-01320-0
- 『山と高原地図 木曽駒・空木岳 中央アルプス2010』昭文社、ISBN 978-4-398-75720-3
- 『新・分県登山ガイド(改訂版)　長野県の山』山と溪谷社、ISBN  978-4-635-02365-8
- 『(改訂新版)　名古屋周辺の山』山と溪谷社、ISBN  978-4-635-18017-7
- 『東海・北陸の200秀山　下(東海・信州編)』中日新聞社、ISBN  978-4-8062-0599-9
- 『中央アルプスの山旅　地形・地質観察ガイド』飯田市美術博物館